# Яунде (аэропорт)
Международный аэропорт Яунде-Нсималан (фр. Aéroport international de Yaoundé-Nsimalen) — (ИАТА: NSI, ИКАО: FKYS) международный аэропорт города Яунде, столицы Камеруна.

## Общая информация
Аэропорт находится к югу от Яунде, недалеко от Нсимален.
В 2004 году аэропорт обслужил 190 487 пассажиров.

## Авиалинии и направления
- Air France (Париж — аэропорт Шарль де Голь)
- Brussels Airlines (Киншаса)
- Kenya Airways (Найроби)
- National Airways Cameroon
- Royal Air Maroc (Касабланка)
- Toumaï Air Tchad[1]